# Notolomatia phaenostigma
Notolomatia phaenostigma är en tvåvingeart som först beskrevs av Hesse 1956.  Notolomatia phaenostigma ingår i släktet Notolomatia och familjen svävflugor. Inga underarter finns listade i Catalogue of Life.